# Józef Haller von Hallenburg

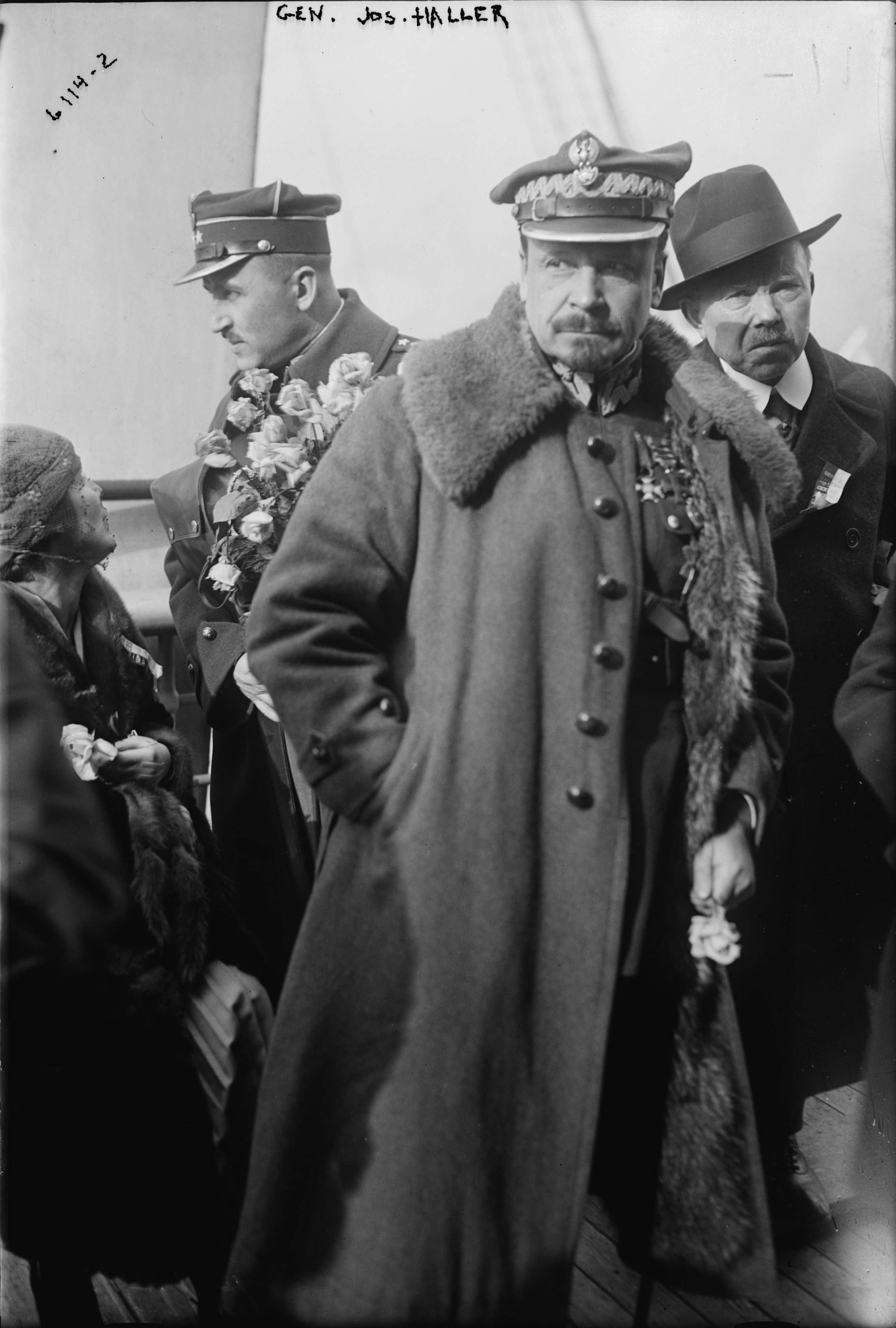
Józef Haller.

Józef Haller von Hallenburg, född 13 augusti 1873 i Jurczyce (en by i Lillpolen i närheten av Kraków), död 4 juni 1960 i London, var en polsk politiker, general och ordförande i Polska Scoutförbundet. Haller har deltagit i första världskriget, där han ofta bytte sida samt i Polens befrielse efter första världskriget och i det polsk-sovjetiska kriget 1919-1921. Under andra världskriget, efter polska nederlaget, flydde han till Frankrike där han bistod general Władysław Sikorski i rekryteringen till polska väpnade styrkor, inför försvaret av Frankrike. Han reste också till USA för att värva polskättlingar. 1940-1943 hade Haller rollen som utbildningsminister i exilregeringen.
Haller föddes i en aristokratisk familj med patriotiska traditioner i olika resningar efter Polens delningar. Efter artilleriutbildning vid Tekniska Akademien i Wien, tjänstgjorde han åren 1895-1910 vid en österrikisk artillerienhet i Lwów. 1910 lämnade han tillfälligt den militära banan och arbetade med bland annat scoutrörelsen. När första världskriget bröt ut arbetade Haller med att organisera polska skytteenheter i Lwówtrakten inom den österrikiska armén. Snar österrikisk förlust i Galizien mot ryssarna gjorde dock att enheterna aldrig sattes i krig. 30 september 1914 till maj 1915 ledde han som underöverste och sedan som överste en enhet i striderna mot ryssarna i Galizien. Efter en allvarlig bilolycka återkom han till aktiv tjänst i juni 1916, som ledare för andra brigaden i de polska legionerna.
Den 15 februari 1918 i protest mot fördraget i Brest-Litovsk gick han över gränsen till Ukraina och förenades med polska enheterna och från 18 mars 1918 ledde han Polska Andra Kåren i Ukraina med generals rang. Vid ett tyskt anfall den 10-11 maj 1918 tvingades hans enhet att lägga ner vapen. I juli 1918 tog sig Haller över Murmansk till Paris där Polska Nationella Kommittén utnämnde honom att bilda och leda polsk armé i Frankrike. Den 28 september 1918 blev hans Blå armé erkänd av Ententen som en autonom allierad armé, som deltog bland annat i Champagne-kampanjen. Efter första världskrigets slut växte den blåa armén till 100 000 soldater och hade en mycket modern utrustning med franska stridsvagnar och flygplan. Haller och hans armé återvände till Polen i april 1919 och var den enda komplettutrustade enheten i landet. Den blåa armén sattes i kriget mot Ukraina och därefter för att besätta Pommern som tillföll Polen i Freden i Versailles. I det polsk-sovjetiska kriget 1919-1921 arbetade han som General Inspektör för den frivilliga armén och ingick i statsrådet och var ledare för den nordöstra fronten.
Under mellankrigsåren arbetade han i den militära ledningen och med scoutrörelsen. Genom att han uttalade sig mot Józef Pilsudskis statskupp pensionerades han. När andra världskriget bröt ut lämnade han Polen över Rumänien och deltog i polska exilregeringen.